# Super Mario Advance 4: Super Mario Bros. 3
Super Mario Advance 4: Super Mario Bros. 3 – remake gry Super Mario Bros. 3 wydany na konsolę Game Boy Advance.

## Fabuła
Koopalings zabierają różdżki 7 królom panującym w krainach Mushroom World i przeistaczają ich w różne stwory. Mario pomaga królom przywrócić ich dawną postać. Jednak podczas nieobecności Mario zostaje porwana Peach. Mario musi pokonać Bowsera, który porwał księżniczkę, oraz uwolnić ją.

## Zmiany
- Został dodany e-World. Można go odblokować przy pomocy kart sprzedawanych oddzielnie.
- Poziomy zostały nieznacznie zmodyfikowane, by ułatwić rozgrywkę
- Grę można tymczasowo zapisać w dowolnym momencie (po wczytaniu zapisu jest on kasowany, na trwałe grę można zapisać po pokonaniu fortecy/zamku).
- Pojawiła się mapa Mushroom World, a także możliwość swobodnego poruszania się po mapach po ukończeniu gry